# Schizopetalum koelbeli
Schizopetalum koelbeli är en mångfotingart som först beskrevs av Karl Wilhelm Verhoeff 1895.  Schizopetalum koelbeli ingår i släktet Schizopetalum och familjen Schizopetalidae. Inga underarter finns listade i Catalogue of Life.